# Kalendarium powstania warszawskiego – 2 sierpnia

## 2 sierpnia, środa
|  |
|  |
|  |

Stare Miasto zostało całkowicie opanowane przez oddziały powstańcze, które zajęły m.in. gmach Polskiej Wytwórni Papierów Wartościowych przy ul. Sanguszki 1 i oczyściły z wroga plac Krasińskich. Śródmieście w większej części w polskich rękach. W dzielnicach Mokotów i Żoliborz nie zdołano opanować kluczowych pozycji. Wycofane z Żoliborza oddziały ppłk. „Żywiciela” docierają nad ranem do Sierakowa. 2 kompania por. „Starży”, która utraciwszy łączność z pozostałymi oddziałami żoliborskimi przystąpiła do odwrotu samodzielnie, zostaje nad ranem zaskoczona i rozbita przez Niemców pod Boernerowem. W nierównej walce ginie blisko 100 powstańców.
Na Woli powstańcy przeszli do defensywy przed atakiem jednostek niemieckich.
Drugie natarcie na lotnisko bielańskie oddziałów VIII Rejonu AK zakończyło się niepowodzeniem. Batalion „Kiliński” zdobył gmach Poczty Głównej przy placu Napoleona (obecnie plac Powstańców Warszawy). Oddziały polskie zdobyły także główną siedzibę Arbeitsamtu przy ul. Kredytowej. Na Powiślu opanowano Elektrownię Warszawską, a batalion „Miotła” zdobył fabrykę Monopolu Tytoniowego. Nastąpiły ciężkie walki pod Pęcicami oddziałów polskich, które wycofały się z Ochoty.
Tego dnia zdobyto również niemieckie działo pancerne Jagdpanzer 38 (t) Hetzer, nazwane później „Chwat”, oraz dwa niemieckie czołgi typu PzKpfw V Panther, z których utworzony został pluton pancerny „Wacek”. 104 Kompania Syndykalistów zdobyła pałac Krasińskich.
W szpitalu polowym przy ul. Polnej zmarła Krystyna Krahelska, ciężko ranna w godzinie „W” przy opatrywaniu rannego kolegi na Polu Mokotowskim, autorka piosenki Hej, chłopcy, bagnet na broń. Tego dnia poległa Danuta Tuz, łączniczka Zgrupowania „Żubr”. W walkach pod Pęcicami zginął podharcmistrz Iwo Rygiel. Na Marszałkowskiej poległ hrabia Władysław Ignacy Zamoyski (odzn. VM); z odniesionych ran zmarli zaś: doktor praw, major Józef Rożniecki i łączniczka 2. kompanii „Rudy” Dorota Łempicka. Tego dnia zginął również prezydent Grudziądza Józef Włodek.
Ukazał się pierwszy powstańczy numer Biuletynu Informacyjnego, centralnego pisma Armii Krajowej, wydrukowanego w nakładzie 20 tys. egzemplarzy. Redaktorem powstańczego Biuletynu był w tym czasie nadal Aleksander Kamiński (ps. „Hubert”).
Niemcy rozpoczynają eksterminację cywilnej ludności Warszawy. Na Mokotowie rozstrzeliwują około 600 Polaków przetrzymywanych w więzieniu na Rakowieckiej oraz kilkadziesiąt osób (w tym kilkunastu duchownych) z domu jezuitów przy ul. Rakowieckiej 61. W Śródmieściu Południowym policjanci i gestapowcy z alei Szucha przystępują do rozprawy z mieszkańcami pobliskich ulic. Kilkaset osób zostaje rozstrzelanych w ruinach GISZ oraz w Ogródku Jordanowskim na rogu Alei Ujazdowskich i Bagateli. Do masowych egzekucji dochodzi tam również w następnych dniach powstania.
Radzymin odbiły oddziały niemieckiej 4 dywizji pancernej odrzucając oddziały radzieckie.

## Zdjęcia z 2 sierpnia

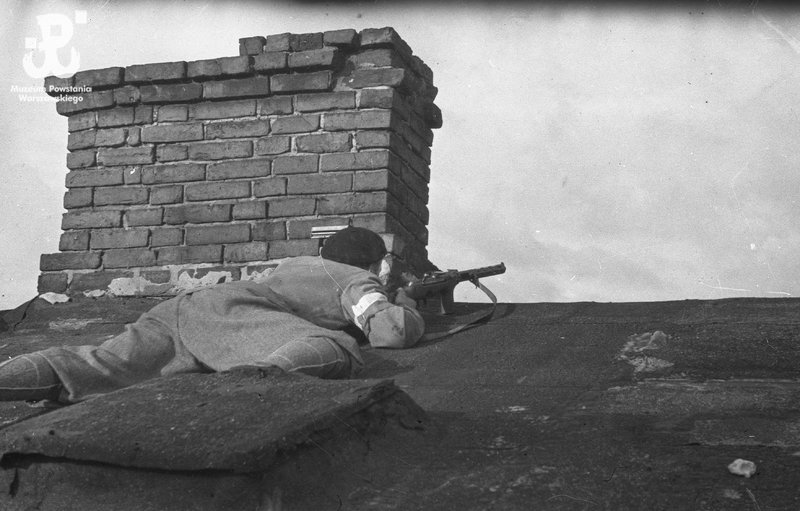
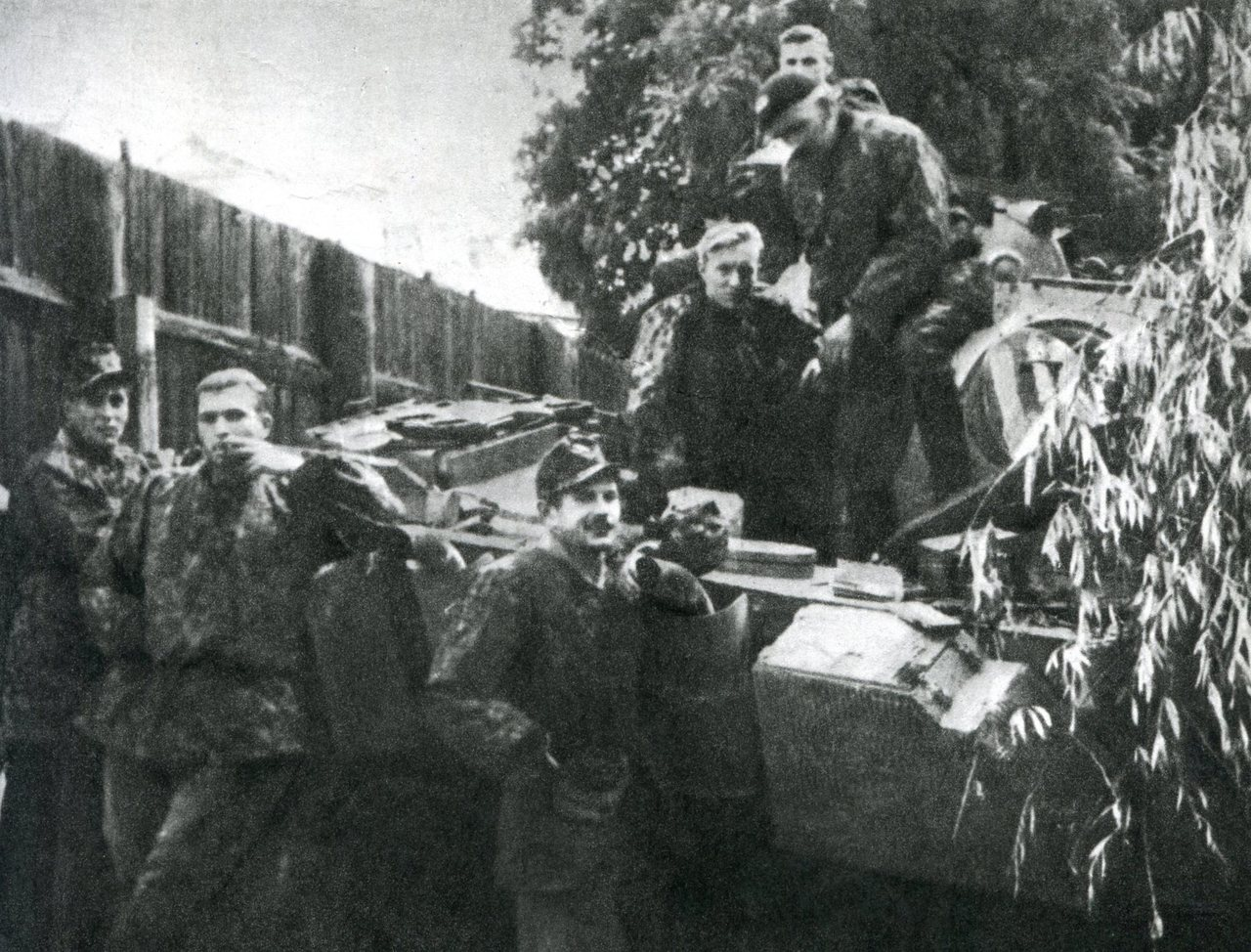
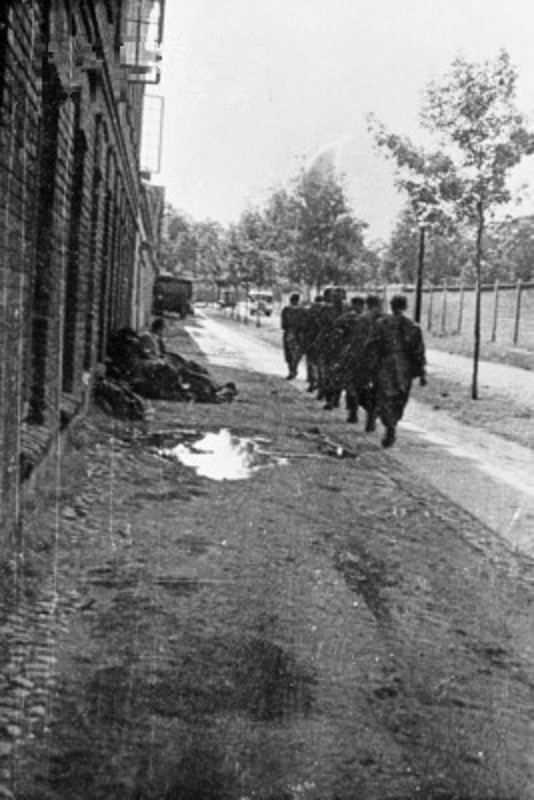
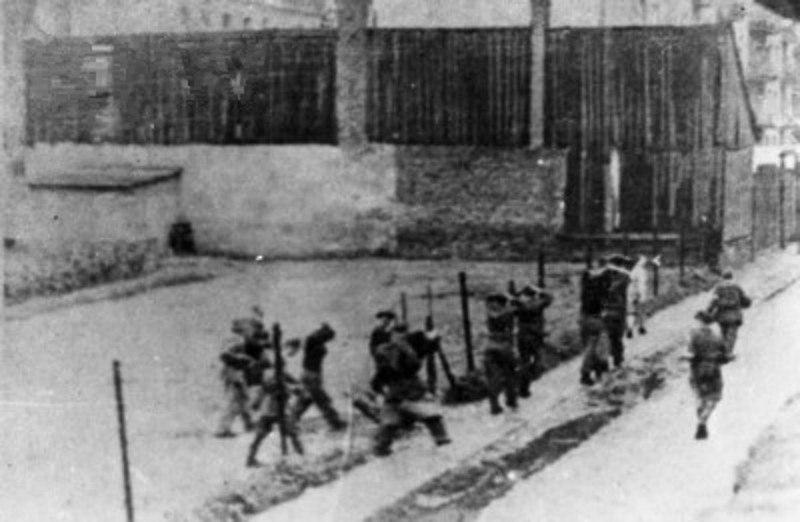
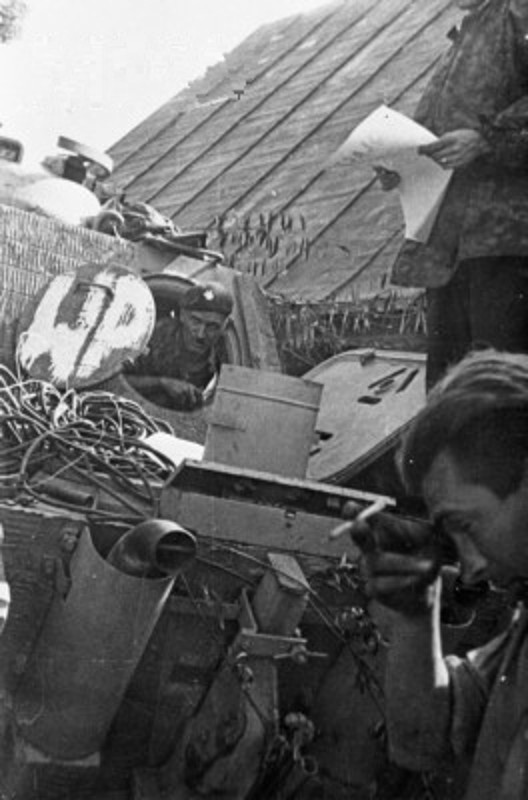
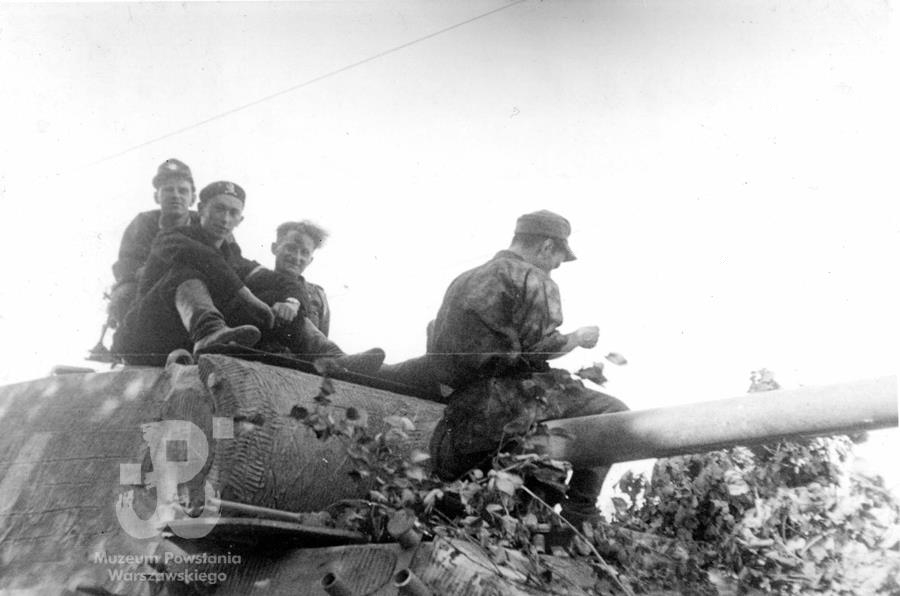
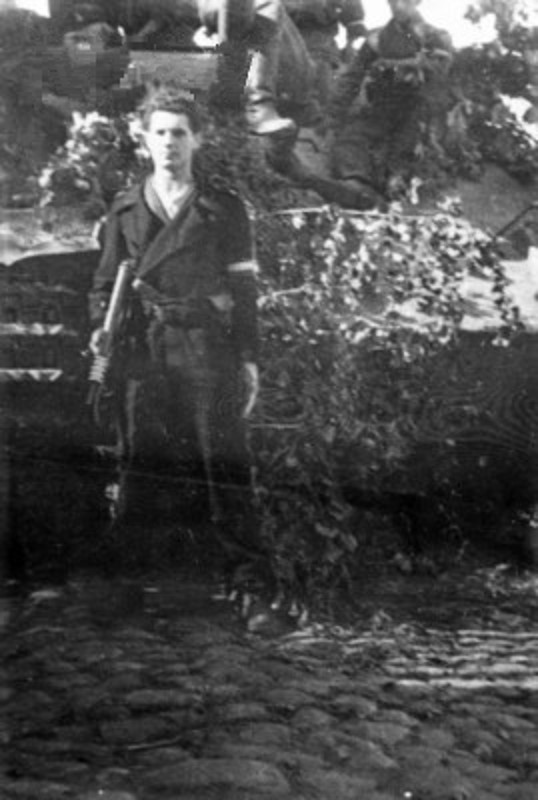
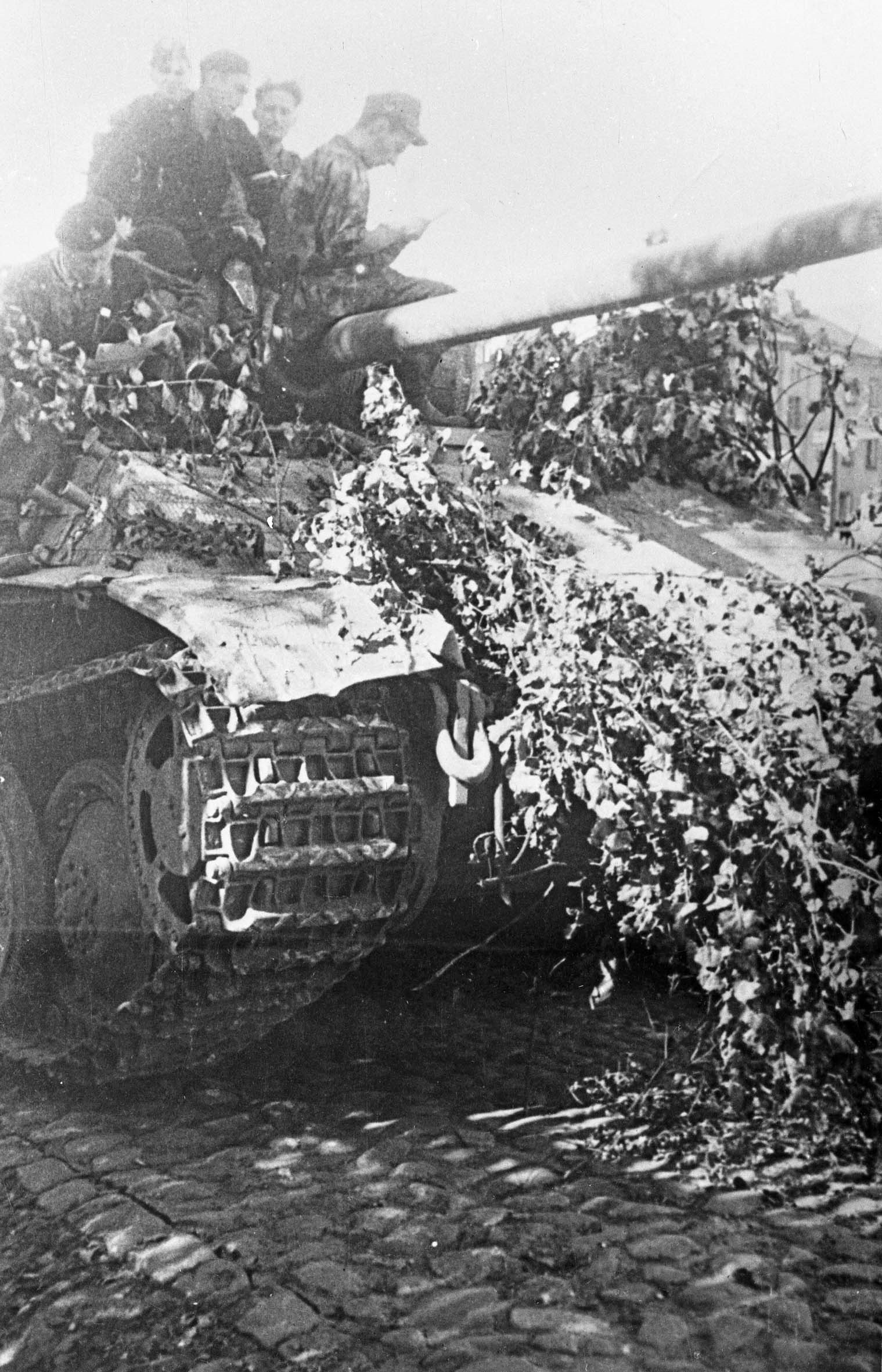
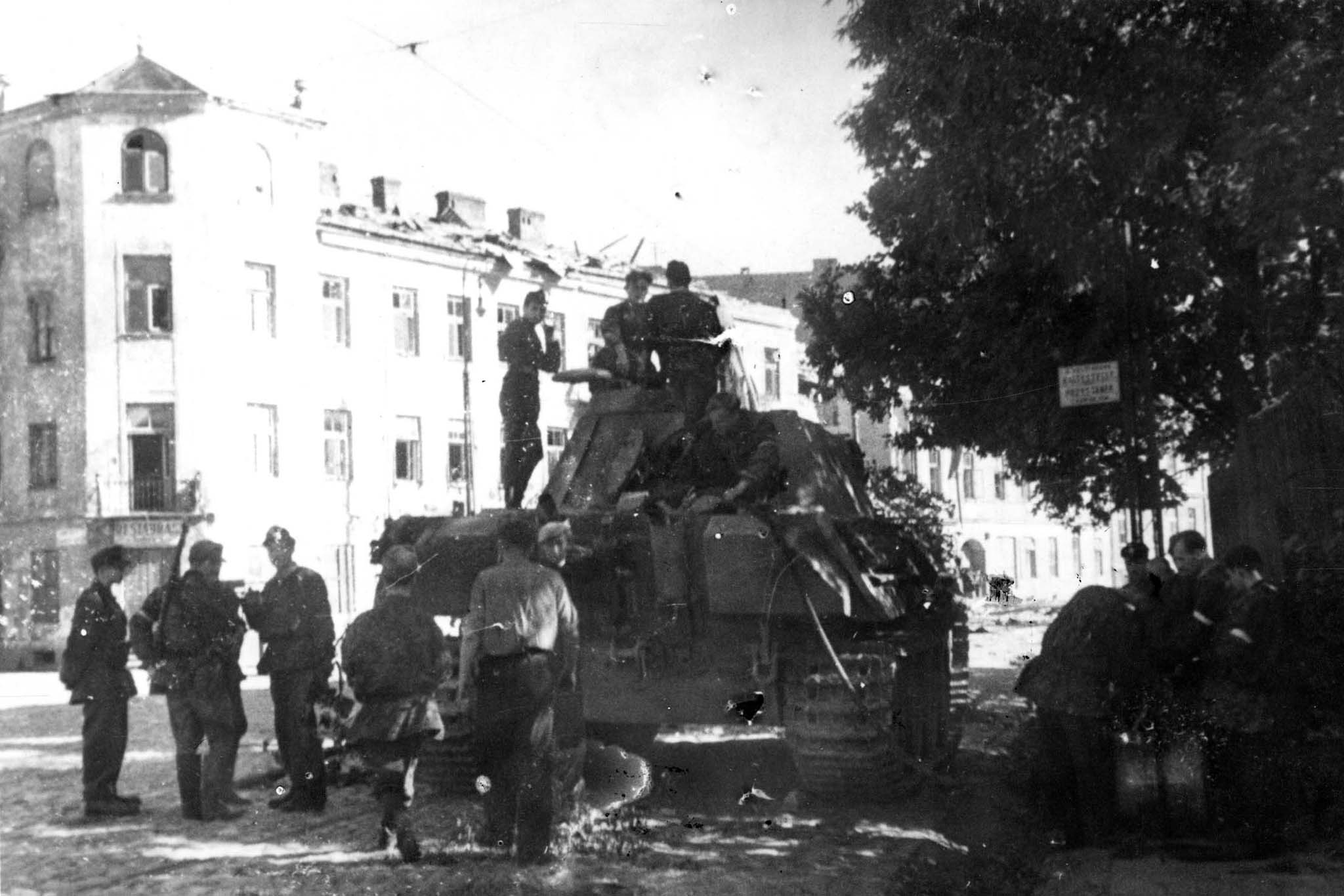
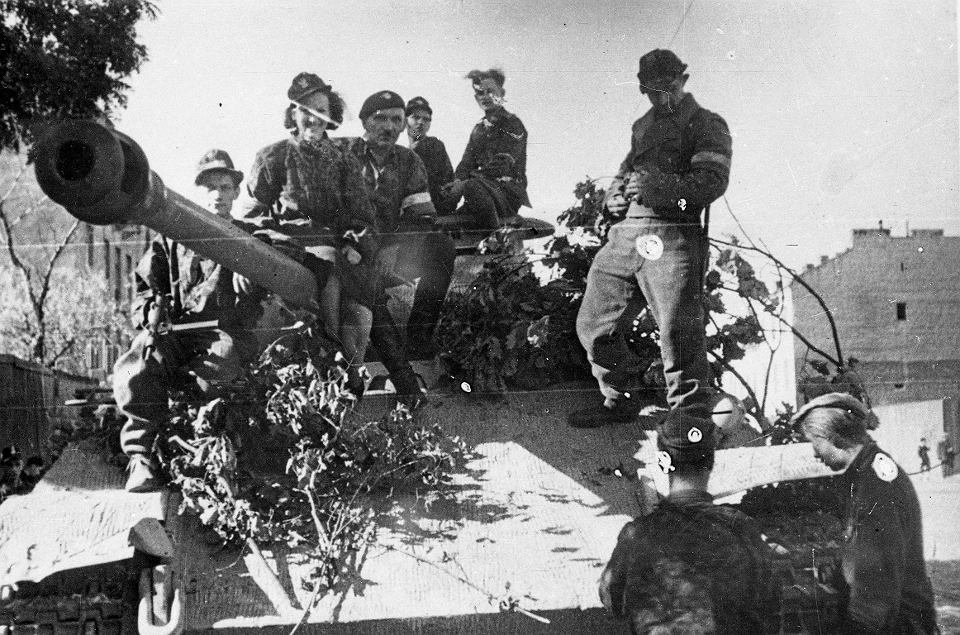
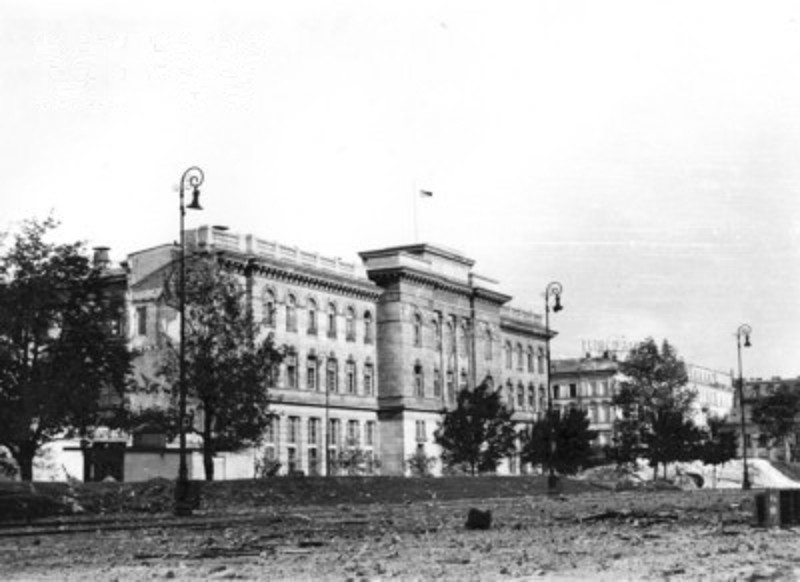